# Saurauia ceramica
Saurauia ceramica är en tvåhjärtbladig växtart som beskrevs av Friedrich Anton Wilhelm Miquel. Saurauia ceramica ingår i släktet Saurauia och familjen Actinidiaceae. Inga underarter finns listade i Catalogue of Life.